# راسيل نيلسون
راسيل نيلسون (بالإنجليزية: Russ Nelson)‏ هو مدون وعالم حاسوب ومهندس ومطور برمجيات أمريكي، ولد في 21 مارس 1958.